# اتحادیه‌سازی
اتحادیه‌سازی ایجاد و رشد اتحادیه‌های کارگری مدرن است. اتحادیه‌های کارگری اغلب به عنوان یک مفهوم سوسیالیستی و چپ تلقی می‌شدند، که محبوبیت آن در طول قرن ۱۹ افزایش یافت، زمانی که افزایش سرمایه‌داری صنعتی شاهد کاهش انگیزه‌ها برای حفظ حقوق کارگران بود.
کارگران معمولاً زمانی که در صنعت خود با مشکل خاصی روبرو می‌شوند اتحادیه ایجاد می‌کنند. آنها تمایل دارند خود را بر اساس نوع شغل سازماندهی کنند و ممکن است به یک اتحادیه عمومی بپیوندند تا نماینده کارکنان در همه بخش‌ها باشند. اتحادیه‌های مختلف ممکن است در میزان تأکید بر مشارکت، رهبری اتحادیه، اهداف و تکنیک‌ها، بسته به تأثیر عملشان، متفاوت باشند.